# 戰國美少女
《戰國美少女》，日本TGL自製的PC Game，以日本戰國時代（約織田信長存在的年代）的忍者類型的虛構故事為遊戲背景，中文版由台灣TGL製作、智冠科技總經銷。中文版具有3種版本：正體中文版、簡體中文版、以及在英文Windows上跑的正體中文版（需配合「華康亞洲通」之類的軟體）。

## 1代「戰國美少女～斬斷雲空」
原名，日本初版於1998/03/20。

### 主要人物
百地天心
配音：三石琴乃
伊贺忍者，养父为百地丹波，半藏直属手下。心地善良，性格迷糊。使用武器为日本刀。
真实身份为织田信长之女。
猿飛加乃
配音：長澤美樹
甲贺忍者，半藏直属手下。机敏聪明，个性高傲，对天心优柔寡断的性格不满。使用武器为爪。
非常怕鬼，与幽灵类敌人作战时会缩成一团，无法行动。
白鷺泉
配音：半場友惠
流浪巫女。沉默寡言。使用武器为小太刀。
能够与幽灵交谈。
雜賀京
配音：山田美穗
杂贺头领孙一之女。个性天真坦率，莽撞粗鲁。使用武器为火枪。

## 2代「戰國美少女～春風之章」
原名，日本初版於1999/04/23。
劇情簡介
　　故事背景發生在織田信長死後三年的伊賀國，一位一心想學忍術的少女日奈，為了成為第一代女主角伊賀天心的徒弟，告別了超級脫線的雙親，不惜離鄉背井來到伊賀。在師父天心的命令下，開始展開周遊各國的修練之旅……。
　　本作劇情更加融入了日本戰國時代的風土人情，含有豐富的隱藏事件和遼闊的日本地圖，甚至引用了諸多歷史事件讓角色參與其中，並保留了前作有的換裝系統。玩家須穿上不同的服裝引發不同對話和事件。
主要角色
　　日奈　(配音：田村由香里）
　　　　出生在伊賀國東南方的安濃，擔任這次遊戲的女主角，雖說正義感強烈、個性溫和，卻是個不則不扣的迷糊蟲。非常崇拜天心，一心想當她的徒弟。武器：忍者刀。
　　伊夜（配音：池澤春菜）
　　　　家鄉在琵琶湖附近，位於甲賀西北方的栗東。很仰慕天心及加乃。個性雖然有點傲慢，屬於不顧後果的行動派。武器：鉤手甲。
　　由依（配音：半場友惠）
　　　　有一次在京城裡，餓的差一點昏倒的時候，得到日奈她們的相助。不知道為何對異國文化特別了解，卻常常喜歡獨自發呆。武器：長弓。
　　靜香（配音：河本明子）
　　　　擔任筑前國武士的女兒（姓渡瀨），是位黑髮，眼神冷淡的少女，個性成熟穩重。為了尋找下落不明的哥哥而到處旅遊。武器：長刀。
　　綾小路義行（狸貓）（配音：龍田直樹）
　　　　日奈及時救了被關到界港籠子裡的狸貓，本名好像叫…「綾小路義行」，平常會變身為美男子行動。說話的口音好像是關西腔。武器：提神棒。

## 關於「戰國美少女3」謠言
由於2代的遊戲背景設定已到日本戰國時代末期，再做下去就變「幕府美少女」的玩笑話。且根據昔日不公開的消息來源，日本TGL該遊戲系列的製作小組早已解散，故日本TGL不可能再出3代。

## 外部連結
- .   [2008-12-05]. （原始内容存档于2001-03-31）.
- .   [2008-12-05]. （原始内容存档于2001-01-24）.